# Вимірювання тиску

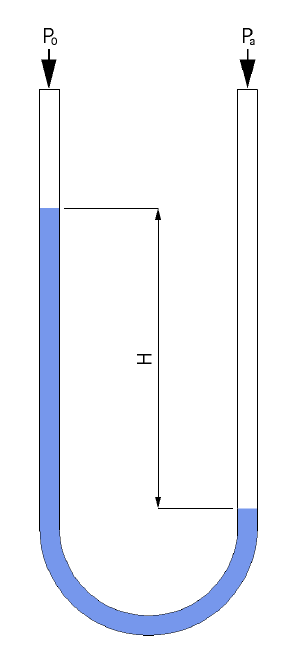
Принцип вимірювання тиску з використанням U-подібної трубки.

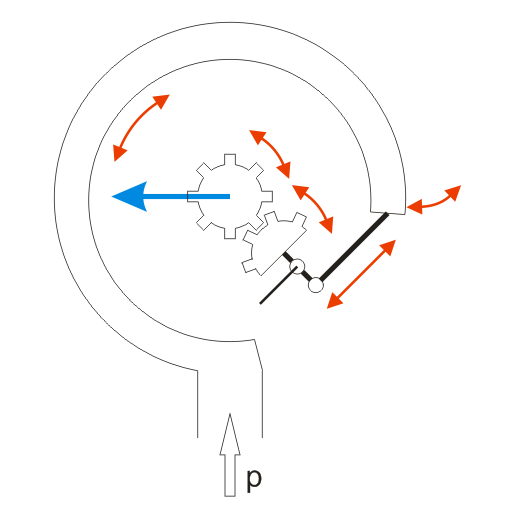
Манометр із трубкою Бурдона

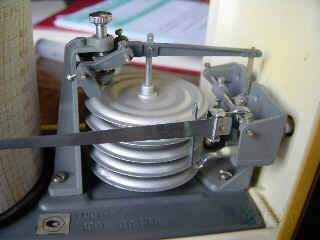
Конструкція барографа з чутливим елементом мембранного типу.

Вимі́рювання ти́ску полягає у встановленні значення тиску у рідкому чи газоподібному середовищі. Це необхідно для керування технологічними процесами та забезпечення безпеки виробництва. Крім цього, цей параметр використовується при непрямих вимірюваннях інших технологічних параметрів: рівня, витрати, температури, густини тощо. У системі SI за одиницю тиску взято паскаль (Па).
Здебільшого первинні перетворювачі тиску мають неелектричний вихідний сигнал у вигляді сили або переміщення й об'єднані в один блок із вимірювальним приладом. Якщо результати вимірювань необхідно передавати на відстань, то застосовують проміжне перетворення цього неелектричного сигналу в уніфікований електричний або пневматичний. При цьому первинний і проміжний перетворювачі об'єднують в один вимірювальний перетворювач

## Класифікація приладів для вимірювання тиску за видами тиску

### Види тиску
Розрізняють такі види значень тиску:
- атмосферний (барометричний) тиск — тиск, що створюється масою повітряного стовпа атмосфери Землі;
- абсолютний тиск — тиск, відлік якого ведеться від абсолютного нуля. За початок відліку беруть тиск всередині посудини, з якої повністю видалене повітря;
- надлишковий тиск — різниця, між абсолютним і барометричним тисками;
- вакуум (розрідження) — різниця між барометричним і абсолютним тисками.

### Види засобів вимірювання тиску
За видом тиску, що вимірюється, засоби його вимірювання поділяють на:
- манометри надлишкового тиску — для вимірювання надлишкового тиску;
- манометри абсолютного тиску — для вимірювання тиску з відліком від абсолютного нуля;
- барометри — для вимірювання атмосферного тиску;
- вакуумметри — для вимірювання вакууму (розрідження);
- мановакуумметри — для вимірювання надлишкового тиску і вакууму (розрідження).

Крім перелічених засобів вимірювання у практиці вимірювань тисків набули поширення:
- напороміри — манометри малих надлишкових тисків (до 40 кПа);
- тягоміри — вакуумметри з граничною межею вимірювання до −40 кПа;
- тягонапороміри — мановакуумметри з діапазоном вимірювань +20…−20 кПа;
- вакуумметри залишкового тиску — вакуумметри, що призначені для вимірювання глибокого вакууму або залишкового тиску, тобто абсолютних тисків менших за 200 Па;
- диференціальні манометри — засоби вимірювання різниці тисків;
- риноманометри — для вимірювання тиску та об'єму повітря упродовж вдиху та видиху.

Часто назва манометр використовується як синонім для будь-якого приладу для вимірювання тиску.

## Класифікація за принципом роботи

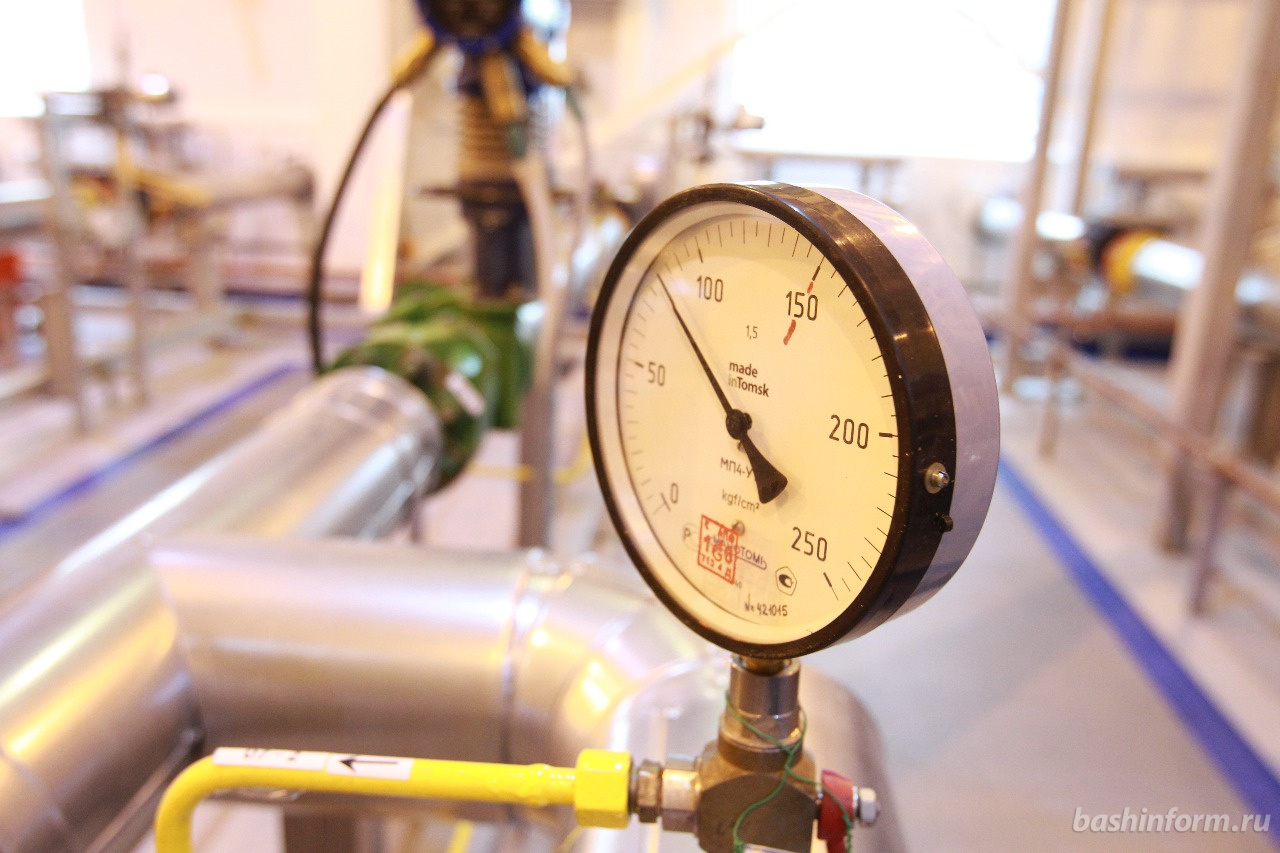
Манометр для вимірювання тиск природного газу.

Прилади для вимірювання тиску відрізняються принципом дії. За принципом перетворення величини тиску у сигнал про вимірювану величину або за типом давча тиску прилади поділяються на:
- гравітаційні, де використовується сила гравітації для прямого вимірювання тиску. Вони поділяються на рідинні та вантажопоршневі:
  - У рідинних манометрах із гідростатичним зрівноваженням мірою тиску, який вимірюється є висота стовпа робочої рідини. Прикладом може бути датчик тиску у формі U-подібної трубки (див. рис.). Такий прилад був вперше використаний Х.Гюйгенсом у 1661 році. Замість стовпа рідини як противаги іноді використовується ртуть. Діапазон вимірюваного тиску для U-подібних трубчастих манометрів становить: 10−5 МПа до 0,1 МПа. Номенклатура таких засобів вимірювань тиску з гідростатичним зрівноважуванням істотно обмежена. У більшості випадків вони замінені досконалішими деформаційними засобами вимірювань. До числа рідинних засобів вимірювань тиску (різниці тисків і розрідження) з гідростатичним зрівноваженням, які ще застосовуються на технологічних потоках, відносяться поплавцеві і дзвонові манометри (дифманометри), а також, компресійні манометри (вакуумметри), що використовуються для лабораторно-метрологічних цілей.
  - Вантажопоршневий манометр  — манометр, у якому вимірюваний тиск зрівноважують тиском, що створюється масою поршня з вантажоприймальним пристроєм і вантажем з врахуванням сил рідинного тертя[1]. Такі прилади використовуються як зразкові засоби відтворення одиниці тиску в діапазоні від 10−1 до 1013 Па, а також для точних вимірювань тиску в лабораторній практиці.

- Пружинні або деформаційні, де про вимірюваний тиск судять за мірою деформації пружного елементу, що відбувається під тиском. Як пружний елемент можуть використовуватися:
  - Трубка Бурдона  — датчики виконано у вигляді вигнутої по дузі кола (зазвичай на кут близько 250°) трубки, заповненої рідиною. Під впливом прикладеного тиску труба випрямляється. Стрілка манометра переміщається пропорційно деформуванню трубки. При вимірюванні високих тисків трубка виконується гвинтовою або спіральною. Діапазон вимірювання таких пристроїв: від 10 Па до 1000 МПа.
  - Пружна мембрана  — працює аналогічно до трубки Бурдона, але в цьому випадку чутливим елементом є мембрана, деформація якої прямо пропорційна прикладеному тиску. Діапазон вимірюваних тисків: від 0,0016 МПа до 4 МПа.
  - Сильфон  — датчик має вигляд тонкостінної металевої трубки або камери з гофрованою (хвилеподібною) бічною поверхнею, зміна довжини якої зі зміною тиску середовища в камері свідчить про величину тиску. Діапазон вимірюваних тисків: від 0,1 МПа до 60 МПа.

- Електронні, де здійснюється вимірювання електричних величин, таких як електричний опір, індуктивність, резонансна частота, у які перетворюють безпосередньо значення тиску з використанням відповідних датчиків тиску, котрі дуже часто використовуються в системах автоматизації.

Нині в промисловості, на додаток до традиційних засобів вимірювання тиску, використовувати складніші системи (механічні або електронні). Перевагою електронних пристроїв полягає в наданні інформації в цифровому вигляді і можливість прямої взаємодії з мікропроцесорними системами керування. Перевага класичних датчиків є ціна і надійність.